# Henri Sauveplane
Pour les articles homonymes, voir Sauveplane.
Henri Sauveplane, parfois orthographié Henry Sauveplane, est un compositeur et critique musical français né le 5 novembre 1892 à Nîmes et mort le 30 octobre 1942 à Castel-Vieil en Corrèze.

## Biographie
Henri Émile Sauveplane naît le 5 novembre 1892 à Nîmes,,.
Il étudie au Conservatoire de sa ville natale puis au Conservatoire national supérieur de musique de Paris, où il obtient un 1er accessit d'harmonie en 1912.
Comme compositeur, il est l'auteur d'un Prélude (1936) pour harmonie dédié à Maurice Thorez, de pièces pour piano, de mélodies, de chœurs pour voix de femmes et piano, de la musique de chambre, notamment une Sonate pour piano et violon et un Quatuor à cordes, d'un ballet représenté à l'Opéra de Paris en 1931, L'Orchestre en liberté, et d'un opéra inédit d'après Selma Lagerlöf, La Rose de Noël,.
De sensibilité communiste, Henri Sauveplane est le premier directeur des éditions musicales Le Chant du monde. Il dirige également les Éditions sociales internationales et signe comme critique musical dans le journal L'Humanité. 
En 1938, il est l'adjoint musicologique de Joseph Kosma sur le film La Marseillaise de Jean Renoir. 
Henri Sauveplane meurt le 30 octobre 1942 à Castel-Vieil, en Corrèze.

## Discographie
- Prélude pour harmonie, Musique des gardiens de la paix de Paris, dir. Désiré Dondeyne, et Le sac mal fait, Chorale populaire de Paris, dir. Gilbert Martin-Bouyer, avec Jean-Christophe Benoît (baryton) et Monique Paubon (piano) dans Chansons et Musiques du Front Populaire, disque SERP, 30 cm/33 t., 1976[4].
- Prélude pour harmonie, Musique des gardiens de la paix de Paris, dir. Claude Pichaureau, avec Marche funèbre de Charles Koechlin, A Glorious Day d'Albert Roussel et les interludes pour Le 14 Juillet de Romain Rolland (musiques de Jacques Ibert, Georges Auric, Darius Milhaud, Albert Roussel, Charles Koechlin, Arthur Honegger et Daniel Lazarus), CD Corélia, CCD 88615, 1988[4].